# Tropidomarga
Tropidomarga is een geslacht van weekdieren uit de klasse van de Gastropoda (slakken).

## Soort
- Tropidomarga biangulata Powell, 1951